# 1787 Chiny
1787 Chiny (1950 SK) là một tiểu hành tinh vành đai chính được phát hiện ngày 19 tháng 9 năm 1950 bởi Sylvain Julien Victor Arend ở Uccle.